# Titularbistum Strumnitza
Strumnitza (ital.: Strumnizza) war ein Titularbistum der römisch-katholischen Kirche. 

## Geschichte
Das Titularbistum Strumnitza ging zurück auf das frühere Bistum der Stadt Strumica in der heutigen Republik Mazedonien und gehörte der Kirchenprovinz Thessalonica an. Im Jahr 1933 wurde der historische Bischofssitz als Titularsitz wiedererrichtet und 1970 erstmals vergeben.
Am 31. Oktober 2018 wurde das Titularbistum Strumnitza von Papst Franziskus aufgehoben, nachdem bereits im Mai desselben Jahres mit der Eparchie Mariä Verkündigung Strumica-Skopje ein ordentlicher Bischofssitz errichtet wurde.